# Valmet
Valmet Oy a fost un conglomerat industrial de stat din Finlanda.
Inițial denumit Valtion Metallitehtaat (Oțelăriile Statului), s-a înființat în 1951, când statul finlandez a hotărât gruparea într-o singură companie a mai multor fabrici ce lucrau pentru a plăti despăgubirile de război datorate Uniunii Sovietice. Valmet a produs o gamă largă de produse, inclusiv mașini de prelucrarea hârtiei și cherestelei, avioane, automobile, locomotive Diesel, tramvaie, troleibuze, armament și electrocasnice. Valmet a fuzionat în 199 cu compania Rauma, formând corporația Metso.